# Snellenova tabule

Snellenova tabule

Snellenova tabule je diagnostická pomůcka pro určení zrakové ostrosti.
V roce 1862 navrhl holandský oftalmolog dr. Herman Snellen první tabulku pro zkoumání zrakové ostrosti (vizu). Dnešní standardní tabulka (stále zvaná Snellenova) obsahuje jedenáct řádků písmen definované znakové sady optotyp (Snellenovy znaky). Jde o atypická písmena velké abecedy, která jsou v rozporu s běžnými typografickými zásadami (např. vertikální vzdálenost mezi řádky neodpovídá velikosti písmen apod.), používají se obvykle písmena velké abecedy, ale také neuzavřené C kruhy s pootočenou mezerou (Landoltovy kruhy), písmeno E v různých polohách (Pflügerovy háky) nebo obrázky pro děti.

## Postup při vyšetření
Detaily optotypu mají takovou velikost, že ze stanovené vzdálenosti svírají úhel 1 minuty. Největší písmeno na vrcholu tabulky je vysoké 88 milimetrů a osoby, které ho nedokáží přečíst ani s vhodnými brýlemi, jsou v USA pokládány z pohledu práva za slepé, písmena na nižších řádcích mají menší velikost. Nejdůležitější je řádek, ve kterém jsou písmena vysoká 8,8 milimetrů.
Při vyšetření si pacient zakrývá jedno oko a druhým se pokouší číst postupně menší písmena na tabuli. Při vyšetření stojí nebo sedí od tabule ve vzdálenosti 6 metrů, což je 20 stop. Nositel průměrného zraku má být z této vzdálenosti schopen přečíst právě řádek 8,8 mm.

## Snellenův zlomek
Čitatel Snellenova zlomku je konstanta, která značí vzdálenost, v níž se pacient nacházel od Snellenovy tabule. Jmenovatel se odvozuje od velikosti řádku, který ještě pacient dokázal na tabuli přečíst a udává vzdálenost, v jaké by stál nositel průměrného zraku, aby tento řádek rovněž dokázal přečíst. Například údaj 20/40 znamená, že pacient dokázal přečíst ze vzdálenosti 20 stop řádek, který by nositel průměrného zraku přečetl ze vzdálenosti 40 stop. Písmena jsou v takovém případě dvakrát vyšší. Povšimněte si, že samotný zlomek nevypovídá o míře námahy či jistoty, s jakou pacient řádek přečetl. Z výše uvedeného je zřejmé, že slepota je v USA definována Snellenovým zlomkem 20/200.
Například 20/20 je Snellenův zlomek ve tvaru vyjadřujícím průměrnou (dobrou) kvalitu zraku ve tvaru používaném v zemích s imperiálními měrnými jednotkami, zejména v USA. Ekvivalentem v zemích se soustavou SI je zlomek 6/6.

## Nedostatky vyšetření
Běžná literatura neuvádí, jak má být Snellenova tabule osvětlena. Norma Britského standardizačního institutu BS 4274:1968 „Specification for test charts for determining distance visual acuity“ uvádí 480 lx; ale výzkum prozkoumal 67 ordinací a zjistil, že se v nich osvětlení tabule pohybovalo od 60 do 1600 lx(!) (průměr 447 lx), což činí mnohá měření pochybnými.